# 永淳
永淳（えいじゅん）は、唐の高宗李治の治世に使用された元号。682年 - 683年。

## 西暦・干支との対照表
| 永淳 | 元年  | 2年   |
| 西暦 | 682年 | 683年 |
| 干支 | 壬午  | 癸未  |